# Ниджар, Хардип Сингх
Хардип Сингх Ниджар (англ. Hardeep Singh Nijjar; 11 октября 1977, Джаландхар, Пенджаб — 18 июня 2023, Сарри, Британская Колумбия, Канада) — канадский сикх, сторонник независимости Халистана. Разыскивался индийскими властями, которые считали его террористом в соответствии с Законом о предотвращении незаконной деятельности по обвинению в подготовке убийства индуистского священника в Пенджабе. 18 июня 2023 года был застрелен в Британской Колумбии.
18 сентября 2023 года премьер-министр Канады Джастин Трюдо заявил, что разведданные, собранные правительством, указывают на то, что сотрудники индийских спецслужб убили Хардипа Ниджара. Министр иностранных дел Канады Мелани Жоли организовала высылку дипломата, которого она назвала главой индийской разведки в Канаде. Министерство иностранных дел Индии отвергло это обвинение, назвав его «абсурдным» и политически мотивированным. Впоследствии индийское правительство выслало высокопоставленного канадского дипломата, которого назвало «главой канадской разведки в Индии».

## Биография
Родился в Джаландхаре и иммигрировал в Канаду в середине 1990-х годов. Прибыл в Канаду 10 февраля 1997 года по поддельному паспорту и тогда же подал заявление о предоставлении статуса беженца. В показаниях под присягой указал, что его брат, отец и дядя были арестованы, а сам он подвергался пыткам со стороны полиции Индии. Заявление было отклонено, поскольку официальные лица сочли его историю неправдоподобной.
Вскоре после того, как заявление был отклонено, он пошел на брак по расчёту ради эмиграции. Однако, эта женщина приехала в Канаду в 1997 году замужем за другим мужчиной, и канадские чиновники не стали регистрировать их брак. В 2001 году подал апелляцию на это решение, но проиграл суд.
По данным министра иммиграции, беженцев и гражданства Марка Миллера, Хардип Ниджар стал гражданином Канады 25 мая 2007 года.
В Канаде работал сантехником, женился, имел двоих сыновей. Работал председателем сикхского храма в Сарри, и был лидером канадского отделения организации «Сикхи за справедливость».
В 2013 году посетил Совет по правам человека ООН в Женеве, требуя признать насилие индийцев против сикхов геноцидом.
В 2014 году направился в ООН в Нью-Йорке, где выступил за независимость Пенджаба от Индии.
Правительство Индии утверждало, что он является лидером сепаратистской группировки «Тигры Халистана». Индия выдала ордер на его арест 14 ноября 2014 года, обвиняя в подготовке взрыва кинотеатра «Шингарь» в 2007 году.
В 2016 году Индия выдала ещё один ордер на арест через Интерпол. Индийские власти утверждали, что он участвовал в заговоре с целью перевозки боеприпасов на параплане в Индию. Хардип Ниджар написал письмо премьер-министру Канады Джастину Трюдо, прося о помощи и отвергая «сфабрикованные» обвинения. Правительство Канады отказалось комментировать сообщения о том, что индийские спецслужбы предупредили их о прохалистанских экстремистах.
В 2018 году стал главой гурдвары гуру Нанака Сикха.
В 2018 году правительство Индии обвинило его в организации заказных убийств. В ответ он заявил, что индийские власти ложно обвиняют его. В феврале 2018 года главный министр Пенджаба Амариндер Сингх передал премьер-министру Канады Джастину Трюдо список наиболее разыскиваемых лиц, в котором фигурировало имя Хардипа Ниджара. 13 апреля 2018 года сотрудники Королевской канадской конной полиции в Сарри ненадолго задержали Хардипа Ниджара для допроса и освободили его в течение 24 часов, не предъявив никаких обвинений.
В марте 2019 года ему было предъявлено обвинение в нападении в графстве Сарри, однако в том же году дело было приостановлено.
В июле 2020 года Индия признала Хардипа Сингха Ниджара террористом в соответствии с Законом о предотвращении незаконной деятельности, а в сентябре 2020 года Национальное агентство расследований конфисковало его активы в стране. «Национальное агентство расследований» обвинило его в подготовке убийства индуистского священника в Пенджабе. В 2022 году «Национальное агентство расследований» предложило вознаграждение в размере  1 млн. рупий (приблизительно 16 200 канадских долларов) за любую информацию, которая могла бы помочь его задержать. По данным Национального агентства расследований, заговор Хардипа Ниджара с целью убийства индуистского священника был задуман «чтобы нарушить мир и разрушить общественную гармонию».
В 2021 году стал обладателем медали Radical Desi за организацию специальных молитв для детей коренных народов.
В 2022 году вновь был утвержден на посту главы гурдвара гуру Нанак Сикха.
В 2023 году был подан гражданский иск с требованием вернуть печатное оборудование, принадлежащее Рипудаману Сингху Малику (обвиненному и оправданному по делу о катастрофе Boeing 747 под Корком) и его деловому партнеру. Дело датируется ноябрем 2020 года, а Малик был убит в июле 2022 года. Хардип Ниджар решительно отрицал, что он имеет какое-либо отношение к смерти Малика.

## Гибель

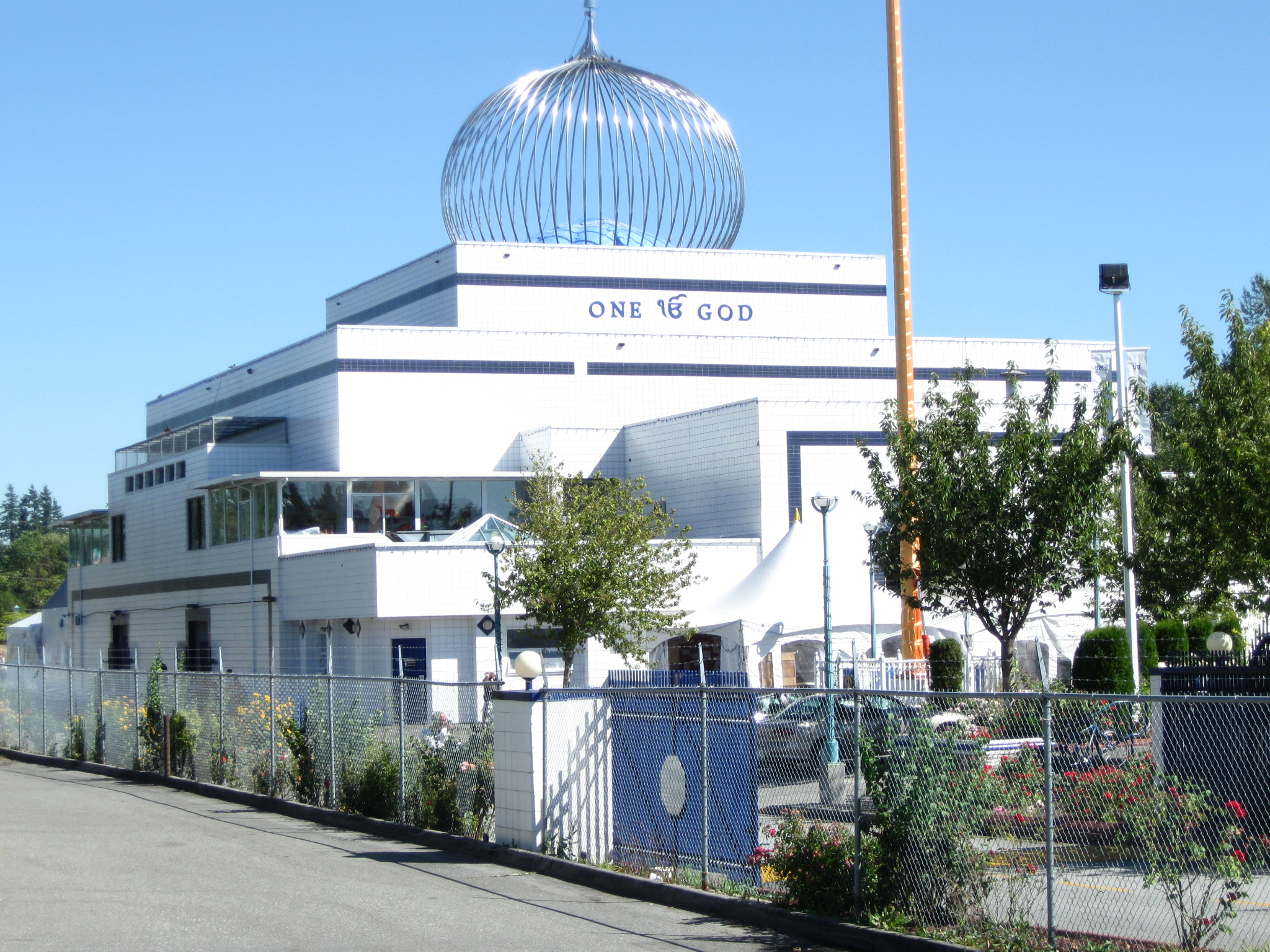
Гурдвара гуру Нанака, возле которой был убит Хардип Ниджар

Ещё летом 2022 года его предупредили  о возможном покушении сотрудники Канадской службы разведки и безопасности. 18 июня 2023 года Хардип Ниджар был застрелен в своём автомобиле двумя вооружёнными людьми в масках на стоянке сикхской гурдвары гуру Нанака в Сарри. Следователи из Объединённой группы по расследованию убийств Королевской канадской конной полиции заявили, что двое подозреваемых, охарактеризованные как «мужчины крупного телосложения, носящие маски», скрылись с места происшествия пешком и, вероятно, поблизости их ждал автомобиль. Позже они добавили, что был и третий подозреваемый. По состоянию на сентябрь 2023 года канадские власти никого не арестовали по обвинению в организации убийства Хардипа Ниджара. Его смерть расследуется Объединённой группой по расследованию убийств.

### Расследование и последствия
18 сентября 2023 премьер-министр Джастин Трюдо заявил, что канадская разведка выявила достоверную связь между убийством Хардипа Ниджара и правительством Индии и что он довел эти сведения до своего коллеги премьер-министра Нарендры Моди на саммите G-20 в Нью-Дели, призвав Индию к сотрудничеству с Канадой в расследовании убийства. В ответ на убийство Хардипа Ниджара министр иностранных дел Канады Мелани Жоли распорядилась выслать Павана Кумара Рая, высокопоставленного индийского дипломата в Канаде, который возглавлял операции «Отдела исследований и анализа» агентства внешней разведки. Индия отвергла эти утверждения как абсурдные и политически мотивированные и на следующий день выслала высокопоставленного канадского дипломата Оливье Сильвестра, который, по словам источников, был главой канадской разведки в Индии. По данным Global News, расследование напрямую привело к приостановке переговоров по заключению торгового соглашения между Канадой и Индией 1 сентября 2023 года. В настоящее время канадское правительство не обнародовало никаких доказательств причастности Индии к убийству Хардипу Ниджара.